# Pierre Edme Babel

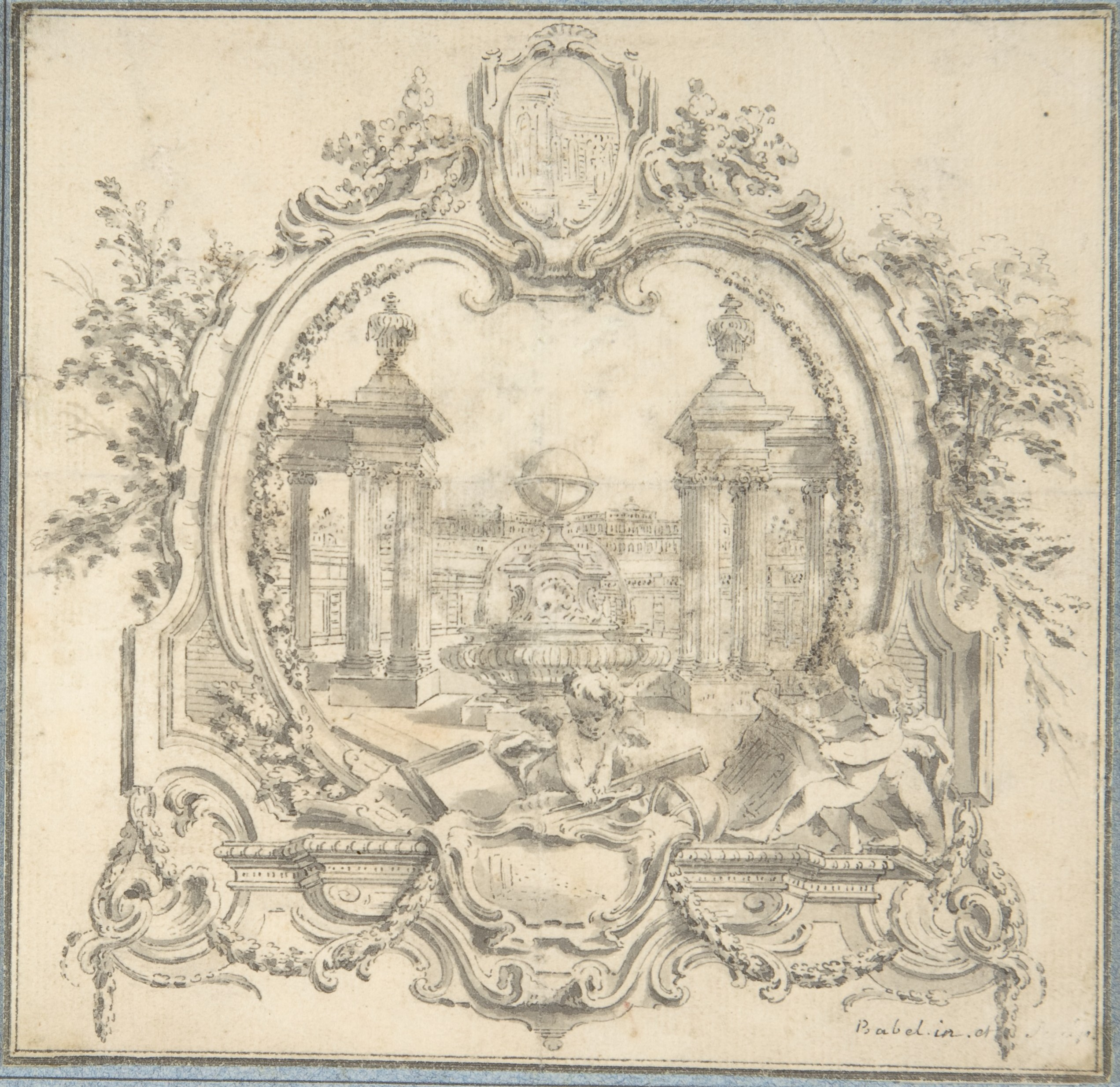
Zeichnung von Pierre-Edme Babel, Metropolitan Museum of Art, New York, 1985.1116.1.

Pierre-Edme Babel (* 11. November 1719 in Paris; † 26. Oktober 1775 in Kehl) war ein französischer Maler, Kupferstecher und Bildschnitzer des 18. Jahrhunderts. Er ist besonders bekannt durch seine dekorativen Rokoko-Vorlageblätter im Stil Louis-quinze.

## Leben
Pierre-Edme war der Sohn von Pierre Babelle, einem Holzbildhauer aus dem Pariser Viertel des Faubourg Saint-Antoine.
Im November 1748 heiratete Pierre-Edme Angélique Darcy (ca. 1723–1780), die damals eine Näherin und Kauffrau war. Aus dieser Verbindung ging Catherine-Angélique-Sophie Babel (1750–1779) hervor, die einzige Tochter von P.-Edme und Angélique, die 1767 den Schlosser Pierre-Antoine Deumier (1742–1812) heiratete.
Am 16. November 1751 erlangte Pierre-Edme nach der Präsentation eines Werkes den Bildhauer-Meistertitel von der Kunstschule der Pariser Maler und Bildhauer, der sogenannten Akademie von Saint-Luc. 1764 wurde er zum Berater und 1765 zum Direktor der Schule ernannt. 
Parallel zu seiner Arbeit als Holzschnitzer setzte er seine Tätigkeit als Zeichner und Kupferstecher fort und beteiligte sich an der Produktion zahlreicher Architekturbücher. In diesem Zusammenhang arbeitete er für große Architekten wie Charles-Étienne Briseux, Germain Boffrand, Jacques-François Blondel und viele weitere.
Seine zahlreichen ornamentalen Kupferstiche zeugen davon, dass er ein bedeutender Künstler des Rokoko war. Er verstand es neue Kompositionen zu kreieren und nahm so wirksam an der Entwicklung der ornamentalen Vorlageblätter des 18. Jahrhunderts teil.